# 静岡県道399号大河内森線
静岡県道399号大河内森線（しずおかけんどう399ごう おおこうちもりせん）は、周智郡森町を通る県道である。

## 概要
太田川（吉川）沿いを走り、太田川ダム（かわせみ湖）へ向かう県道である。一部で急勾配・急カーブの区間がある。

### 路線データ
- 認定：1994年（平成6年）4月1日[1]
- 陸上距離：20.9km
- 起点：周智郡森町三倉（静岡県道63号藤枝天竜線交点）
- 終点：周智郡森町森（静岡県道58号袋井春野線、静岡県道278号遠江森停車場線交点）

## 重複区間
- 静岡県道58号袋井春野線（周智郡森町大鳥居 - 森町森・森川橋交差点）

## 通過する自治体
- 静岡県
  - 周智郡森町

## 接続路線
- 静岡県道63号藤枝天竜線
- 静岡県道58号袋井春野線
- 静岡県道278号遠江森停車場線